# ABPA Backgammon
ABPA Backgammon (Le Backgammon de l'association américaine de joueurs de backgammon pour la version canadienne francophone) est un jeu vidéo de backgammon sorti en 1979, sur Intellivision. Le jeu a été développé par APh Technological Consulting et édité par Mattel Electronics. Le sigle « ABPA » dans le titre du jeu provient de l'American Backgammon Players Association. Le jeu a également été édité par Sears, sous le titre Backgammon, avec son propre packaging, et vendu dans les magasins de l'enseigne,.

## Développement
Les illustrations du packaging sont de Jerrol Richardson.

## Héritage
Le code source du jeu a été réutilisé plus tard par INTV pour écrire Triple Challenge.
Backgammon est présent, émulé, dans la compilation Intellivision Lives! (en) sortie sur diverses plateformes.
Backgammon fait partie des jeux intégrés dans la console Intellivision Flashback, sortie en 2014.